# Lịch sử Nga (1796–1855)
Trong lịch sử Nga, giai đoạn từ 1796 đến 1855 (bao gồm các triều đại của Pavel I, Aleksandr I và Nikolai) đã chứng kiến các cuộc chiến tranh của Napoléon, cải cách chính phủ, tái tổ chức chính trị và tăng trưởng kinh tế.

## Chiến tranh và hòa bình (1796-1825)
Ekaterina II của Nga qua đời vào năm 1796, và con trai của bà là Pavel I (1796-1801) đã kế vị.
Bà đau lòng khi biết Ekaterina II của Nga đã suy tính đặt tên con không qua ý kiến của mình là Aleksandr, Pavel là khi đó sa hoàng, đã thiết lập quyền con trưởng của nam để làm nền tảng cho sự thừa kế. Đó là một trong những cải cách lâu dài trong thời trị của Pavel. Ông cũng thuê một công ty Nga-Mỹ, dẫn đến việc Nga mua lại Alaska. Pavel đã hạn chế quyền chiếm đoạt của chủ sở hữu đối với người lao động nông nghiệp đến ba ngày trong một tuần, làm giảm tình trạng của nông nô.
Là một cường quốc lớn của châu Âu, Nga không thể thoát khỏi những cuộc chiến tranh liên quan đến cuộc cách mạng và Napoleon Pháp. Pavel đã trở thành một đối thủ cứng rắn của Pháp, và Nga gia nhập với Anh và Áo trong một cuộc chiến tranh với Pháp. Trong 1798-1799 quân đội Nga dưới một trong những tướng nổi tiếng nhất của đất nước, Aleksandr Suvorov, thực hiện xuất sắc. Vào ngày 18 tháng 12 năm 1800, Phaolô đơn phương tuyên bố vương quốc Kartli-Kakheti lân cận sáp nhập Đế quốc Nga. Sự ủng hộ của Pavel đối với lý tưởng của Knights Hospitaller (và sự chấp nhận của ông đối với vị trí của Đại kiện tướng) làm cho nhiều thành viên của toà án của ông xa lánh. Ông đã giảng hòa với Pháp vào năm 1800 và đã thiết lập Liên đoàn thứ hai Trung lập về vũ trang. Điều này đã làm xa lánh phe chống Pháp mạnh mẽ, và vào tháng 3 năm 1801, Pavel bị tống giam và ám sát.
Sa hoàng mới, Aleksandr I của Nga (1801-1825), lên ngôi vì kết quả của vụ cha ông bị sát hại, trong đó ông liên quan đến. Được Ekaterina II của Nga II chuẩn bị chu đáo cho ngai vàng và được nuôi dưỡng theo tinh thần giác ngộ, Aleksandr cũng có khuynh hướng đối với chủ nghĩa lãng mạn và chủ nghĩa thần bí tôn giáo, đặc biệt là trong thời kỳ trị vì của ông. Aleksandr tái tổ chức chính quyền trung ương, thay thế các trường đại học mà Pyotr Đại đế đã thành lập với các bộ, nhưng không có một thủ tướng phối hợp.
Aleksandr có lẽ là nhà ngoại giao xuất sắc nhất trong thời đại của ông, và trọng tâm chính của ông không phải là về chính sách nội bộ mà về ngoại giao, và nhất là đối với Napoleon. Lo lắng về những tham vọng mở rộng của Napoléon và sự tăng trưởng của quyền lực Pháp, Aleksandr gia nhập Anh và Áo chống lại Napoleon. Napoléon đánh bại người Nga và người Áo ở Austerlitz năm 1805 và đánh bại người Nga tại Friedland năm 1807.
Sau khi quân đội Nga chính thức giải phóng, đồng minh Gruzia từ sự chiếm đóng của người Ba Lan vào đầu năm 1801, làm cho Ba Tư chính thức mất quyền kiểm soát Gruzia mà nó đã cai trị trong nhiều thế kỷ, Aleksandr đã chiến đấu trong Chiến tranh Russo-Ba Tư (1804-13) chiến tranh chống lại nước láng giềng Ba Tư bắt đầu năm 1804, kiểm soát và củng cố Gruzia, nhưng cuối cùng là Azerbaijan, Dagestan và toàn bộ Caucasus nói chung, cho các vùng rộng lớn của nó là lãnh địa của Ba Tư. Với Pháp Aleksandr đã buộc phải kiện cho hòa bình, và bởi Hiệp ước Tilsit, ký vào năm 1807, ông trở thành đồng minh của Napoléon. Nga mất ít lãnh thổ theo hiệp ước, và Aleksandr đã sử dụng liên minh của ông với Napoléon để mở rộng hơn nữa. Trong cuộc chiến tranh Phần Lan, ông giành được quyền lực của Phần Lan từ Thụy Điển vào năm 1809 và mua lại Bessarabia từ Thổ Nhĩ Kỳ do cuộc chiến Nga-Thổ Nhĩ Kỳ, 1806-1812.
Aleksandr đã quyết tâm giành được các lãnh thổ tranh chấp có tầm quan trọng lớn ở Caucasus và hơn thế nữa. Những người tiền nhiệm của ông đã chiến đấu chống lại Ba Tư, nhưng họ không thể củng cố được quyền lực của Nga đối với các khu vực, dẫn đến những khu vực bị cướp phá hoặc trở lại. Sau chín năm dài chiến đấu và hea [làm rõ cần thiết], Nga cố gắng đưa cuộc chiến kết thúc vào điều kiện ưu đãi cao, hoàn thành củng cố và quyền bá chủ của Nga trên phần chính của Caucasus bao gồm các lợi ích của Dagestan, Georgia, hầu hết Azerbaijan và các khu vực và vùng lãnh thổ khác ở Caucasus trên Ba Tư. Giờ đây, Nga đã có đủ cơ hội tiếp cận Biển Đen, Biển Caspian và sẽ sử dụng những căn cứ mới này để tiếp tục cuộc chiến chống lại Ba Tư và Thổ Nhĩ Kỳ.
Liên minh Russo-Pháp dần dần trở nên căng thẳng. Napoléon quan tâm đến những ý định của Nga trong những eo biển Bosporus và Dardanelles quan trọng chiến lược. Cùng lúc đó, Aleksandr đã nhìn thấy Công Ước Warsaw, nhà nước kiểm soát bị kiểm soát bởi Ba Lan, với sự nghi ngờ. Yêu cầu gia nhập Cuộc xâm lược Toàn cầu của Pháp chống lại Anh Quốc là một sự gián đoạn nghiêm trọng đối với thương mại của Nga, và năm 1810 Aleksandr đã bác bỏ nghĩa vụ. Tháng 6 năm 1812, Napoléon xâm chiếm Nga với 600.000 quân - một lực lượng gấp đôi quân đội thường trực của Nga. Napoleon hy vọng sẽ gây ra một thất bại lớn đối với Nga và buộc Aleksandr phải kiện vì hòa bình. Tuy nhiên, khi Napoleon đẩy lực lượng Nga trở lại, tuy nhiên, ông đã trở nên nghiêm túc quá mức. Vượt qua kháng chiến của Nga, các thành viên đã tuyên bố chiến tranh ái quốc, đưa Napoleon thất bại thảm hại: Ít hơn 30.000 binh lính của ông ta đã trở về quê hương. Chiến thắng đã đến với chi phí cao mặc dù, như các khu vực của đất nước mà quân đội Pháp đã đi qua nằm trong đống đổ nát.

### Quốc hội Vienna (1814-1815)
Khi người Pháp rút lui, người Nga theo đuổi họ vào miền Trung và Tây Âu và đến các cửa của Paris. Sau khi các đồng minh đánh bại Napoléon, Aleksandr trở nên nổi tiếng như là vị cứu tinh của châu Âu, và ông đóng một vai trò nổi bật trong việc vẽ lại bản đồ châu Âu tại Đại hội Vienna năm 1815. Trong cùng năm đó, Aleksandr khởi xướng việc thành lập Liên minh Holy, một hiệp ước lỏng lẻo cam kết với các nhà cai trị của các quốc gia liên quan - bao gồm cả châu Âu - để hành động theo nguyên tắc của Cơ đốc giáo. Thực tế hơn, năm 1814 Nga, Anh, Áo, và Phổ đã thành lập Liên minh Quadruple. Khi Napoléon đột nhiên trở lại, Nga là một phần của liên minh đuổi theo ông ta. Các Bourbons bảo thủ đã trở lại nắm quyền ở Paris và với những điều kiện thuận lợi với Nga. Các đồng minh đã tạo ra một hệ thống quốc tế để duy trì hiện trạng lãnh thổ và ngăn chặn sự hồi sinh của một nước Pháp mở rộng. Liên minh Quadruple, được xác nhận bởi một số hội nghị quốc tế, đã đảm bảo ảnh hưởng của Nga tại châu Âu.

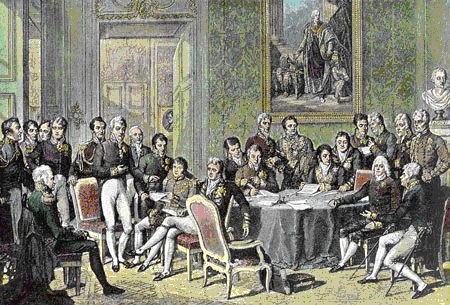
Đại hội Viên bởi Jean-Baptiste Isabey, 1819.

Đồng thời, Nga tiếp tục mở rộng. Đại hội Vienna thành lập Quốc hội Ba Lan, mà Aleksandr đã ban hành một hiến pháp. Do đó, Aleksandr tôi đã trở thành vương quốc hiến pháp của Ba Lan trong khi vẫn là vị hoàng đế độc tài của Nga. Ông cũng là quốc vương của Phần Lan, đã được sáp nhập vào năm 1809 và được trao tư cách tự trị.
Mặc dù những khuynh hướng tự do, lãng mạn của tuổi trẻ của ông, Aleksandr tôi sau năm 1815 đã dần dần bảo thủ hơn, cô lập khỏi những công việc hằng ngày của nhà nước, và nghiêng về thần bí tôn giáo. Những hy vọng cao độ mà car đã từng giữ cho đất nước của ông đã bị nản lòng bởi quy mô to lớn và lạc hậu của nó. Trong khi đi nghỉ mát trên Biển Đen vào năm 1825, Aleksandr đau ốm với bệnh sốt thương hàn và chết lúc mới 47 tuổi, mặc dù có những câu chuyện vô căn cứ rằng ông giả vờ cái chết của mình, trở thành một tu sĩ, và đi lang thang vào vùng hoang dã ở Siberia trong nhiều năm sau đó.

### Cuộc nổi dậy tháng Chạp, năm 1825
Một phong trào cách mạng đã được sinh ra trong thời trị vì của Aleksandr I. Sự nổi loạn tháng Chạp là một phong trào quý tộc, mà các diễn viên chính là sĩ quan quân đội và các thành viên của tầng lớp quý tộc. Những lý do của cuộc nổi dậy tháng Chạp đã có nhiều điểm: sự phản đối của tầng lớp quý tộc đối với chế độ đã giới hạn thành công các đặc quyền của họ thông qua chính sách nông dân của họ, lan rộng ra giữa các sĩ quan trẻ của những ý tưởng tự do và thậm chí cực đoan, những lo ngại trong phần dân tộc chủ nghĩa xã hội, Aleksandr nhận thức được chính sách Polonofile (các quan chức đặc biệt bàng hoàng vì Aleksandr đã ban hành một hiến pháp của Ba Lan trong khi Nga vẫn không có một). Một số tổ chức bí mật đang chuẩn bị cho một cuộc nổi dậy sau cái chết của Aleksandr. Có sự nhầm lẫn về việc ai sẽ kế nhiệm ông ta bởi vì người kế nhiệm ông, ông anh Constantine Pavlovich, đã từ bỏ quyền của ông ta lên ngôi. Một nhóm sĩ quan chỉ huy khoảng 3.000 người đàn ông từ chối thề trung thành với vị hoàng đế mới, anh trai Aleksandr, nikolai, tuyên bố thay vì trung thành với ý tưởng về một hiến pháp Nga. Bởi vì những sự kiện này xảy ra vào tháng 12 năm 1825, quân nổi dậy được gọi là tháng Chạps. Nikolaidễ dàng vượt qua cuộc nổi dậy, và những phiến quân sống sót đã bị lưu đày đến Siberia.

## Nikolai I (1825-1855)

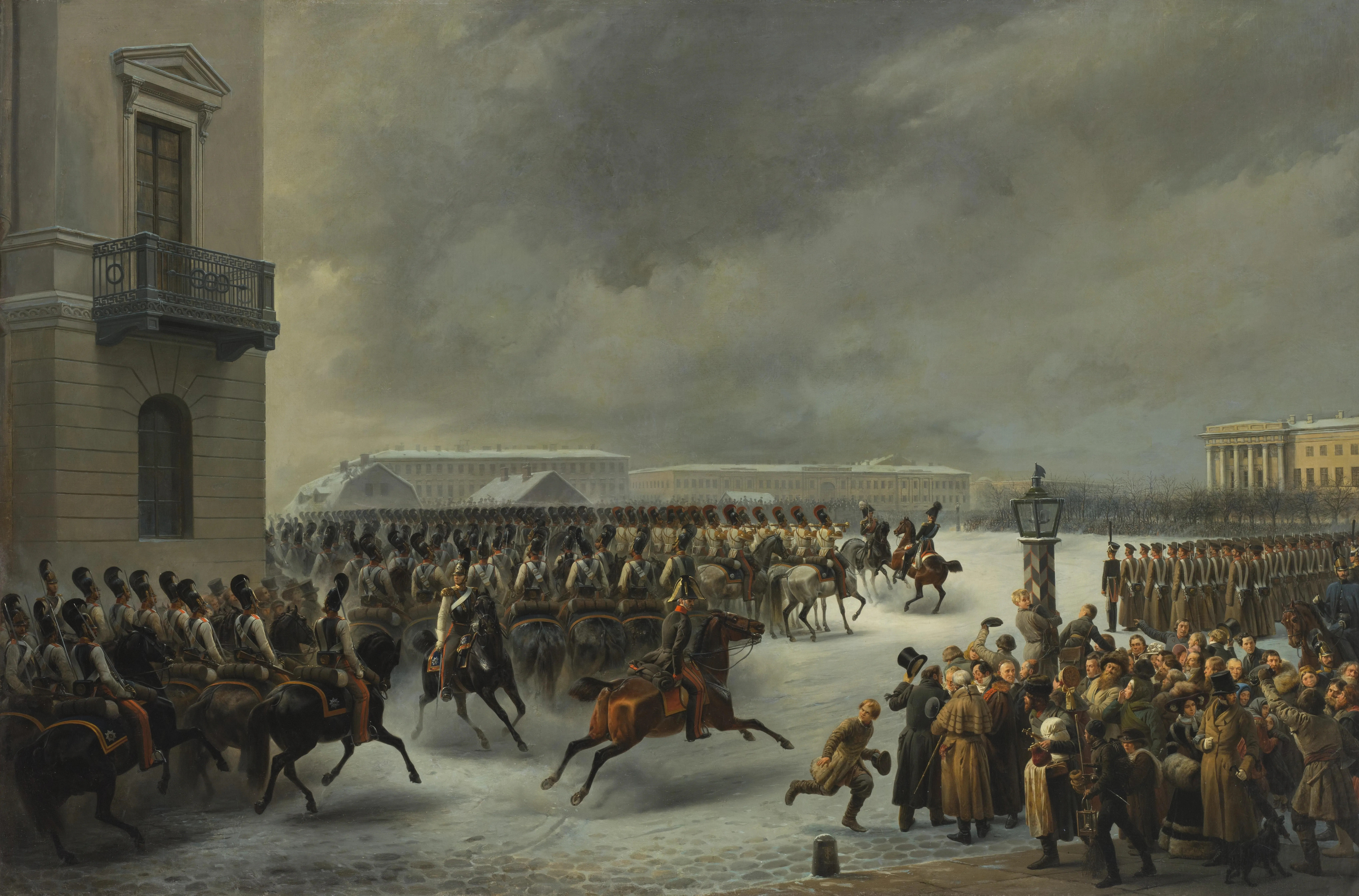
Cuộc nổi dậy tháng Chạp của Georg Wilhelm Timm

Sa hoàng Nikolai I (1796-1855) đã kế vị anh trai của ông lên ngôi vào năm 1825. Ông hoàn toàn không có những mệnh lệnh lãng mạn lãng mạn của Aleksandr, thay vào đó là một người lính trong lòng, người cảm thấy thoải mái nhất khi xem xét quân đội. Là một kẻ cầm quyền lạnh lùng, vô nghĩa, Nikolaikhông nghĩ gì đến bất kỳ loại chủ nghĩa tự do hay cải cách chính trị nào, muốn thống trị qua bộ máy quan liêu. Aleksandr đã từng bước cải tiến và hiện đại hóa cấu trúc của nhà nước Nga, bổ sung thêm một loạt các cơ quan mới của chính phủ để giám sát nông nghiệp, an ninh nội bộ, phát triển công nghiệp và cơ sở hạ tầng và y tế công cộng. Ông cũng đã từng nghĩ đến những lúc khác nhau để tạo ra một Nghị viện đại diện, mà sẽ không nhìn thấy sự thành công trong một thế kỷ. Tuy nhiên, như đã đề cập ở trên, Nga đã chứng minh một quốc gia khổng lồ, nghèo nàn và lạc hậu mà các bộ ngành này có quyền lực thực sự rất thấp, một phần do thiếu vốn, cũng vì bị khai trừ bởi các tầng lớp quý tộc có đất đai.
Nikolaitiếp tục đổi mới hành chính, nhưng đã làm cho các bộ trưởng chịu trách nhiệm duy nhất cho anh ta. Nhìn chung, hiệu quả là tập trung ngày càng nhiều sức mạnh vào tay của car. Đặc biệt, bộ phận an ninh quốc gia (phần thứ ba) trở thành một biểu tượng nổi tiếng của đàn áp như là mục đích chính của nó là để truy tố các hoạt động chính trị lật đổ. Nikolaicho thấy phần thứ ba của ông là người vô địch của người nghèo và phân biệt đối xử với lạm dụng của những người giàu có và đặc quyền, mặc dù một số người đàn ông trong bộ phận là trung thực và thực hiện nghĩa vụ này một cách nghiêm túc, hầu hết họ chỉ sử dụng nó như một giấy phép cho đánh đập và sách nhiễu các nhà bất đồng chính kiến và tôn giáo. Phần thứ ba cũng nổi tiếng vì những mối quan hệ xấu với các cơ quan chính phủ khác. Nói chung, nỗ lực xây dựng một hệ thống quan liêu kiểu Âu Châu hiện đại đã bắt đầu dưới thời Phêrô Đại Đế là một phần thành công. Các quan chức tin rằng dịch vụ cho nhà nước và car là việc kêu gọi cao nhất có thể, kết quả là các cấp bậc của bộ máy quan liêu tiếp tục tăng lên bằng cách nhảy vọt. Uy tín là nguồn thu hút chính của việc làm trong bộ máy quan liêu, vì tiền lương còn nhỏ và sự tiến bộ thông qua các cấp bậc cố tình hạn chế để ngăn chặn quá nhiều người, đặc biệt là những người khiêm tốn, không tăng quá nhanh. Chỉ có những người có trình độ học vấn, văn hoá và thông thạo nhất mới trở thành thành viên của nhóm cố vấn bên trong của car.
Số liệu của quan liêu tăng gấp ba lần trong nửa đầu của thế kỷ 19. Việc chi trả vẫn tiếp tục thấp do tình trạng nghèo đói chung của nhà nước Nga. Điều này không chỉ do nền kinh tế lạc hậu của đất nước, mà còn bởi vì tầng lớp quý tộc được miễn thuế và không phải chịu chi phí cho chiến tranh, không chỉ các cuộc chiến tranh vĩ đại, mà còn là các chiến dịch nhỏ hơn ở Caucasus. Các quan chức nhà nước hầu như không có giáo dục, chưa được biết về các nhiệm vụ tương ứng của các phòng ban của họ, và cũng có vẻ tham nhũng. Hầu hết do dự khi đưa ra quyết định và muốn đẩy mình lên hàng ngũ, kết quả cuối cùng là chính caraz đã buộc phải quản lý hàng nghìn vấn đề tầm thường. Nga cũng chịu ảnh hưởng từ vô số các luật chống lại, mâu thuẫn và phân biệt đối xử đối với người Do Thái và các bộ phái Cơ đốc giáo thiểu số. Vì không phải tất cả các dân tộc thiểu số đều thuộc tầng lớp thấp hơn và nhiều quan chức không có khả năng nuôi sống gia đình họ, việc hối lộ rất phổ biến, và có lẽ đó là điều duy nhất giữ cho nhà nước Nga khỏi chậm hơn, tham nhũng và áp bức hơn đã được.
Cuộc nổi dậy tháng Chạp đã làm gia tăng sự không tin tưởng của Nikolaiđối với tầng lớp quý tộc và không thích bất cứ điều gì giống như cải cách chính trị, ngay cả trong số các tầng trên. Giáo dục dần dần tiếp tục được cải thiện sau khi Aleksandr thành lập một hệ thống giáo dục phổ cập vào năm 1804, mặc dù do thiếu vốn, sự nhấn mạnh có xu hướng tạo ra các trường đại học thay vì ở các trường tiểu học và trung học. Trong phần sau của triều đại, Bộ trưởng Bộ Giáo dục, A.N. Golistyn, chuyển đến kiểm duyệt và loại trừ những ý tưởng cách mạng và chống lại các nhà văn nguy hiểm đến từ Tây Âu. Ông khuyến khích các sinh viên đại học báo cáo các giáo sư của họ cho các nhà chức trách nếu họ có quan điểm bị đảo lộn. Những giáo sư tiếp xúc như vậy đã bị sa thải hoặc bị đe dọa vì bị truy tố. Vào năm 1833, bá tước Sergey Ugarov tiếp quản Bộ trưởng Bộ Giáo dục và theo đuổi một chính sách khoan dung hơn với chi phí loại trừ con cái của các lớp từ các trường đại học.
Mặc dù vậy, việc đi học và việc học ở Nga vẫn tiếp tục gia tăng và bắt đầu hình thành một tầng lớp trung lưu đang nổi lên trong tầm nhìn toàn cầu và kết nối với văn hoá và ý tưởng của châu Âu. Kiểm duyệt nhà nước cấm các nhà bất đồng chính kiến trực tiếp và cảnh sát có xu hướng sách nhiễu ngay cả những nhà văn không liên quan đến chính trị. Nhà thơ vĩ đại Aleksandr Pushkin đã bị các nhà chức trách thẩm vấn vào năm 1824 một phần bởi vì ông đã kết bạn với một số người tháng Chạp. Cuối cùng, bất chấp sự nghi ngờ của cảnh sát, Pushkin đã được phép xuất bản tác phẩm của mình cho đến khi gặp phải một kết thúc không muộn trong năm 1837 sau khi chiến đấu với một cuộc đấu tay đôi. Các nhà văn Mikhail Lermontov và NikolaiGogol cũng bị xem là nghi ngờ.
Sự kiểm duyệt không hoàn toàn có hiệu quả, đặc biệt khi nó thay đổi tùy theo quan điểm cá nhân của từng kiểm duyệt, một số người chấp nhận những ý tưởng tự do. Các lập luận triết học và phê bình văn học là những cách phổ biến để diễn đạt ý kiến chính trị, và trong thời gian này cuộc tranh luận lớn giữa "Westernizers" và "Slavophiles" xuất hiện. Cuộc tranh luận này bắt đầu vào năm 1836 khi Pyotr Chaadayev viết một lá thư triết học trong Teleskop định kỳ, tuyên bố rằng:
"Đứng ở một mình trên thế giới, chúng ta không trao gì cho thế giới, chúng ta đã không học được gì từ thế giới, chúng ta chưa thêm một ý tưởng vào khối lượng ý tưởng của con người, chúng tôi đã không đóng góp vào sự tiến bộ của tinh thần con người, và tất cả mọi thứ đã đến với chúng tôi từ tinh thần đó, chúng tôi đã bị biến dạng.. Hôm nay chúng tôi tạo thành một khoảng trống trong trật tự trí tuệ."
Nikolailập luận rằng Chaadayev phải điên lên để đưa ra các tuyên bố như vậy và kết án anh ta ở nhà tù giam với các cuộc thăm khám định kỳ từ bác sĩ. Điều này làm lúng túng nhưng khá nhẹ điều trị im lặng anh ta.
Nikolaibổ nhiệm các cựu chiến binh bang Speransky đế chế để chủ trì một khoản hoa hồng cho cải cách pháp luật. Nhóm này vào năm 1832 đã công bố Bộ Luật Pháp Nga. Một trong những biện pháp đó là tái tổ chức Ngân hàng Nhà nước và cải cách chung về các vấn đề tài chính. Điều này được thực hiện bởi bộ trưởng tài chính Yegor Kankrin. Một cảnh sát bí mật, cái được gọi là Third Section, đã điều hành một mạng lưới gián điệp và người cung cấp thông tin. Chính phủ đã thực hiện kiểm duyệt và kiểm soát khác về giáo dục, xuất bản, và tất cả các biểu hiện của đời sống công cộng.
Năm 1833, bộ trưởng bộ giáo dục, Sergey Uvarov, đã lập ra một chương trình "Chính thống, Tự trị và Quốc tịch" làm nguyên tắc hướng dẫn của nền giáo dục quốc gia. Sự nhấn mạnh chính thức về chủ nghĩa quốc gia của Nga đã góp phần vào cuộc tranh luận về vị thế của Nga trên thế giới, ý nghĩa của lịch sử Nga và tương lai của Nga. Một nhóm, các Modernizers, tin rằng Nga vẫn lạc hậu và thô sơ và có thể chỉ tiến triển thông qua quá trình Âu hóa. Một nhóm khác, Slavophiles, nhiệt tình ủng hộ Slavs và văn hoá và phong tục của họ, và đã không thích Modernizerser và văn hóa và phong tục của họ. Slavophiles xem triết học Slavic như là một nguồn của sự toàn vẹn ở Nga và nhìn hoài nghi về chủ nghĩa duy lý và chủ nghĩa duy vật ở phía tây của châu Âu. Một số người tin rằng xã nông dân Nga, hoặc mir, đã đưa ra một lựa chọn hấp dẫn cho chủ nghĩa tư bản hiện đại và có thể làm cho Nga trở thành một vị cứu tinh xã hội và tiềm năng. Do đó Slavophiles có thể được nói đến để đại diện cho một hình thức của chủ nghĩa cứu thế Nga.
Nga trải qua một hoa văn và nghệ thuật. Thông qua các tác phẩm của Aleksandr Pushkin, NikolaiGogol, Ivan Turgenev, và nhiều tác phẩm khác, văn học Nga đã đạt được tầm cỡ quốc tế và công nhận. Ballet bắt nguồn từ Nga sau khi nhập khẩu từ Pháp, và âm nhạc cổ điển đã được thiết lập vững chắc với các sáng tác của Mikhail Glinka (1804-1857).
Đường sắt Sankt Peterburg - Sa Hoàngskoe Selo và Moskva - Sankt Peterburg Railway được xây dựng.
Một số nỗ lực để cải thiện rất nhiều nông dân nhà nước với sự giúp đỡ của Bộ trưởng Pavel Kiselev và thành lập ủy ban để chuẩn bị cho một đạo luật giải phóng nô lệ, nhưng không xoá bỏ chế độ nô lệ trong thời trị vì của ông.
Trong chính sách đối ngoại, Nikolai đã hành động như người bảo vệ phán quyết chủ nghĩa hợp pháp và người bảo vệ chống lại cách mạng. Năm 1830, sau khi một cuộc nổi dậy phổ biến đã xảy ra ở Pháp, Ba Lan ở Nga Ba Lan nổi dậy. Người Ba Lan đã phỉ báng sự giới hạn của các đặc quyền của người thiểu số Ba Lan trong các vùng đất, được phụ đính bởi Nga vào thế kỷ 18 và tìm cách tái thiết lập biên giới năm 1772 của Ba Lan. Nikolai đã phá vỡ cuộc nổi loạn, bãi bỏ hiến pháp Ba Lan và giảm Quốc hội Ba Lan xuống vị trí của một tỉnh thuộc Nga, Privislinsky Krai.
Năm 1848, khi một loạt các cuộc đảo lộn châu Âu, Nikolaiđã can thiệp thay cho Habsburgs và giúp ngăn chặn cuộc nổi dậy ở Hungary, và ông cũng kêu gọi Prussia không chấp nhận một hiến pháp tự do. Sau khi đã giúp các lực lượng bảo thủ đẩy lùi cuộc cách mạng, Nikolai dường như thống trị châu Âu.
Trong khi Nikolaiđang cố duy trì hiện trạng ở châu Âu, ông đã thông qua một chính sách hung hăng đối với Đế chế Ottoman. Nikolai đã theo đuổi chính sách truyền thống của Nga để giải quyết cái gọi là Câu hỏi Đông bằng cách tìm cách phá vỡ Đế quốc Ottoman và thiết lập một chế độ bảo vệ dân tộc Chính thống ở vùng Balkans, phần lớn là dưới sự kiểm soát của Ottoman trong những năm 1820. Nga đã chiến đấu thành công chiến tranh với Ottoman vào năm 1828 và 1829. Nga đã cố gắng mở rộng với chi phí của đế chế Ottoman và Qajar Persia bằng cách sử dụng Gruzia tại căn cứ của họ cho vùng Caucasus và Anatolian. Năm 1826, một cuộc chiến khác đã nổ ra chống lại Ba Tư, và mặc dù gần như tất cả các lãnh thổ củng cố gần đây trong năm đầu tiên của cuộc chiến trong năm đầu tiên của cuộc xâm lược Ba Tư, Nga đã kết thúc chiến tranh với những điều khoản rất thuận lợi trong phần thứ hai của chiến tranh, bao gồm các thắng lợi chính thức của Armenia, Nakhchivan, Nagorno-Karabakh, Azerbaijan và Iğdır, đã chiếm được hầu hết các lãnh thổ Ba Tư ở vùng Caucasus và do đó mở đường cho việc thâm nhập sâu vào Thổ Nhĩ Kỳ Ba Tư và Thổ Nhĩ Kỳ Ottoman. Năm 1828 cùng năm, cuộc chiến tranh với Ba Tư kết thúc, cuộc chiến tranh chống lại Thổ Nhĩ Kỳ, đối thủ khác của nước này, bắt đầu. Nikolaixâm chiếm Anatolia đông bắc và chiếm các thị trấn Ottoman chiến lược của Erzurum và Gumushane và, đặt ra như là người bảo vệ và cứu thế cho quần thể Chính thống Hy Lạp, nhận được sự hỗ trợ rộng rãi từ những người Hy Lạp gốc Pontic ở khu vực. Sau khi chiếm đóng một thời gian ngắn, quân đội Nga đã rút quân trở lại Gruzia.
Theo Công ước Eo biển London năm 1841, các cường quốc phương Tây khẳng định Ottoman kiểm soát eo biển và cấm bất kỳ quyền lực nào, bao gồm cả Nga, gửi các tàu chiến qua eo biển. Dựa vào vai trò của ông trong việc đàn áp các cuộc cách mạng năm 1848 và niềm tin sai lầm của ông ta rằng ông ta đã được hỗ trợ ngoại giao của Anh, Nikolaiđã chống lại Ottoman, người đã tuyên chiến với Nga vào năm 1853. Sợ rằng kết quả của một thất bại Ottoman của Nga, năm 1854 Anh và Pháp tham gia Chiến tranh Crimea ở phía Ottoman. Áo đã cung cấp hỗ trợ ngoại giao cho Ottoman, và Phổ vẫn trung lập, để lại Nga không có đồng minh trên lục địa. Các đồng minh Châu Âu đã đổ bộ vào Crimea và vây hãm căn cứ Nga vững mạnh ở Sevastopol. Sau một năm vây hãm cơ sở đã sụp đổ. Nikolai đã chết trước khi Sevastopol sụp đổ, nhưng ông đã nhận ra sự thất bại của chế độ của ông. Nga bây giờ phải đối mặt với sự lựa chọn của việc bắt đầu cải cách lớn hoặc mất đi vị thế của mình như một cường quốc châu Âu.